# Lianne Sanderson
Lianne Joan Sanderson (3 de febrero de 1988, Lewisham, Londres, Inglaterra) es una futbolista inglesa que juega como delantera.

## Trayectoria

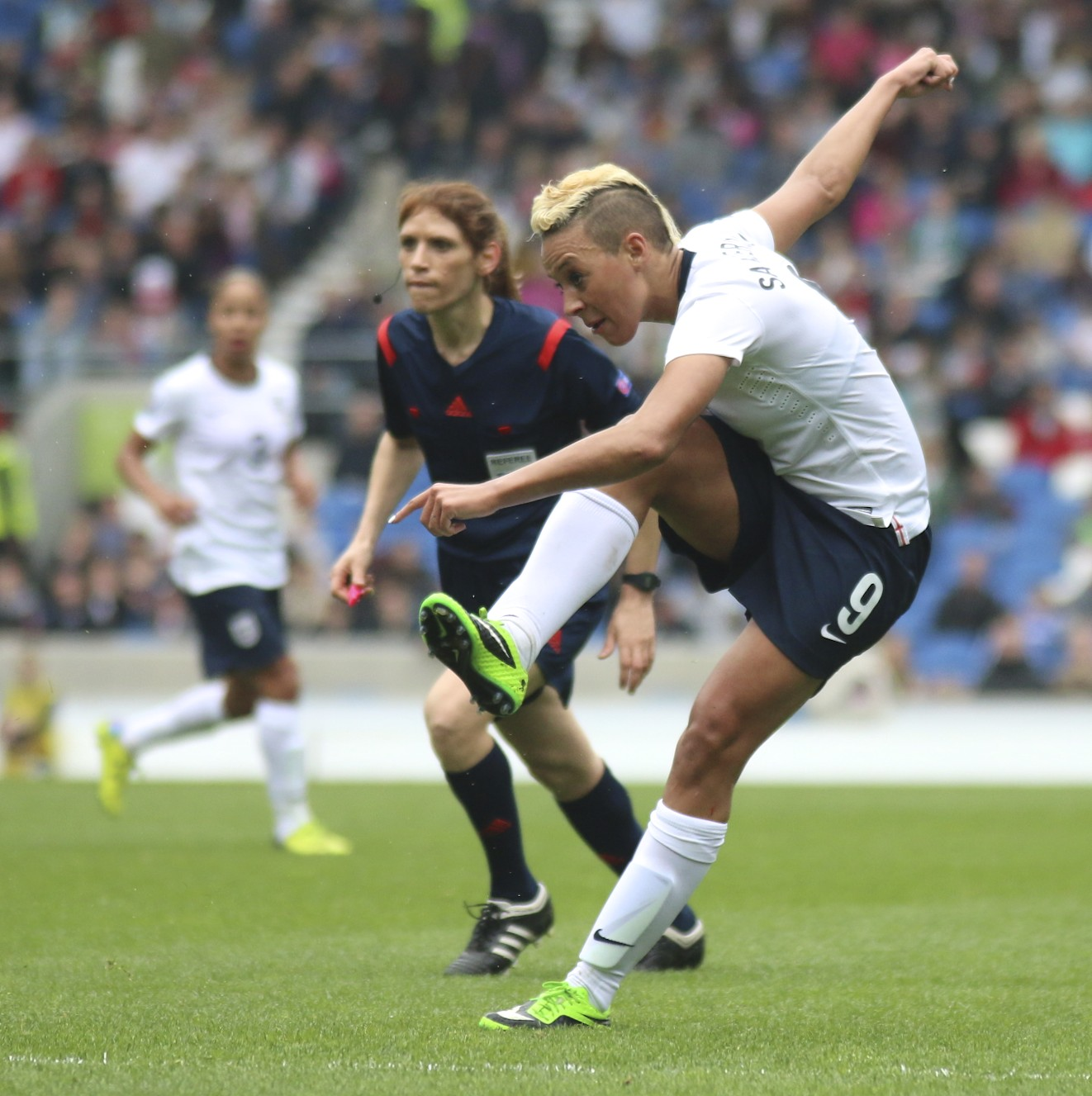
Jugando con Inglaterra en la fase de clasificación para el Mundial 2015

Su primer equipo fue el Arsenal LFC, con el que ganó la Copa de Europa en 2007. Un año antes debutó con la selección inglesa. En 2008 fichó por el Chelsea F. C..
Tras jugar el Mundial 2007 y la Eurocopa 2009, en 2010 anunció que no volvería a jugar con la selección mientras Hope Powell fuera la seleccionadora. Ese mismo año se marchó a Estados Unidos para jugar en el Philadelphia Independence, de la WPS.
En 2011 fichó por el RCD Espanyol, de la liga española. Al año siguiente regresó a Estados Unidos; en 2012 jugó en el D.C. United (W-League) y en 2013 en el Boston Breakers (NWSL). También ha jugado cedida en el Apollon Limassol chipriota para poder participar en la Liga de Campeones.
Tras la destitución de Powell en 2013, regresó a la selección inglesa al año siguiente.

## Vida personal
Es abiertamente lesbiana y mantiene una relación con la futbolista estadounidense Joanna Lohman. Desde que se conocieron en el Philadelphia Independence siempre han jugado en el mismo equipo.